# Аркадия (парк, Одесса)
Парк «Аркадия» — парк в курортном районе Одессы Аркадия.

## История
Регулярный парк в курортном районе Аркадия был основан в 1920-х годах. Особенностью парка было то, что он давал возможность прохода к популярному городскому пляжу, что предопределило его особый статус. В парке размещались культурные, туристические и оздоровительные объекты. Так, рядом с ним расположен санаторий «Аркадия».
В 1967 год рядом с парком была воздвигнута одноимённая гостиница.
В пост-советский период территория парка планомерно сокращалась путём выделения участков для строительства жилых комплексов и ночных клубов, что постепенно изменяло исторический облик парка.
В конце 2012 года по заказу новых владельцев гостиницы «Аркадия» была обрезана крона с деревьев сквера, а также вырублена часть зелёных насаждений. По словам специалистов, для восстановления парка понадобилось бы от 5 до 7 лет. Владельцев обязали восстановить сквер.
В 2013 году началась реконструкция. В рамках неё были снесены все здания, находящиеся в парке, в том числе и такие исторические строения как фонтан, рестораны «Напои» и «Гурман».
Открытие новой центральной аллеи состоялось в марте 2014 года. Старые зелёные насаждения были заменены пальмами, а парк стал фактически пешеходной зоной.
Согласно Генеральному плану развития Одессы 2015 года Аркадия перестала быть парковой зоной, после чего продолжилась застройка территории коммерческими площадками.
Реконструкция парка продолжалась и в 2016 году. Власти города обещали максимально сохранить исторический облик ротонды, которая фактически строилась заново.
В 2018 году территория в 35 соток была передана под ресторан, что ещё более сократило общественную зону парка.